# لا لیگا ۱۷–۲۰۱۶
لا لیگا ۱۷–۲۰۱۶ که همچنین به‌دلیل اسپانسر این تورنمنت با نام لالیگا سانتاندر شناخته می‌شود، هشتاد و ششمین دوره از برترین سطح از فوتبال اسپانیا، از زمان تأسیس آن در سال ۱۹۲۹ بود که در میان ۲۰ تیم برگزار شد. فصل در ۱۹ اوت ۲۰۱۶ آغاز شد و در ۲۱ مه ۲۰۱۷ به پایان رسید.
رئال مادرید پس از پیروزی خارج از خانه خود در مالاگا در آخرین بازی، عنوان قهرمانی را با ۹۳ امتیاز به پایان رساند و سی و سومین قهرمانی را برای اولین بار از فصل ۱۲–۲۰۱۱ به‌دست آورد. بارسلونا با سه امتیاز کمتر از رئال مادرید دوم شد. رئال در فصل‌ ۱۳–۲۰۱۲‌‌‌‌‌ پس از بارسلونا تنها تیم دوم شد که در تمام ۳۸‌ بازی یک فصل لا لیگا گلزنی کرد.